# Stéphane Séjourné
Stéphane Séjourné (født 26. marts 1985) er en fransk advokat og politiker, som er valgt som medlem af Europa-Parlamentet i 2019. Siden 2021 har han været leder for Gruppen Forny Europa.